# Development hell
Development hell é o período em que um filme ou outro projeto está com sua produção parada. Um filme, jogo eletrônico, programa de televisão, roteiro, software, conceito ou ideia presos no inferno do desenvolvimento levam um tempo particularmente longo para darem seguimento a sua produção, e em alguns casos chegam até mesmo a nunca retornarem ao estágio de desenvolvimento.